# Rana tavasensis
Rana tavasensis is een kikker uit de familie van de echte kikkers (Ranidae). De soort werd voor het eerst wetenschappelijk beschreven door İbrahim Baran en Mehmet K. Atatür in 1986. Oorspronkelijk werd de wetenschappelijke naam Rana macrocnemis tavasensis gebruikt.
De soort komt endemisch voor in Turkije en is alleen bekend van twee kleine gebiedjes aldaar in het zuidwesten. Het aantal adulten wordt op ten hoogste 500 geschat.
De soort is te vinden in naaldbos in de buurt van waterstroompjes.